# Lena Headey
Lena Headey (Hamilton, Bermudes, 3 d'octubre de 1973) és una actriu britànica, popular pel seu paper de Sarah Connor a la sèrie de televisió Terminator: The Sarah Connor Chronicles, i Cersei Lannister a Game of Thrones, i coneguda també per les seves aparicions en les pel·lícules The Remains of the Day (1993), Possession (2002), The Brothers Grimm (2005) i 300 (2006).

## Biografia
Lena Headey va néixer a les illes Bermudes, on el seu pare (un agent de policia anglès) havia estat destinat. Als cinc anys va mudar-se a Huddersfield (Yorkshire), i posteriorment a Londres.
Als 17 anys va ser descoberta per un agent de càstings durant una actuació a l'institut, i finalment va fer el seu debut en la pantalla gran a la pel·lícula Waterland (1992). A partir d'aquest moment va perfeccionar els seus dots interpretatius i va aprendre tir amb arc, a muntar a cavall, i boxa.
Va estar relacionada sentimentalment amb l'actor Jason Flemyng, a qui va conèixer durant el rodatge de The Jungle Book (1994). Nou anys més tard la relació es va trencar, i va transformar el tatuatge que duia al braç amb el nom d'ell en tailandès en unes papallones. El 19 de maig de 2007 es va casar amb el músic Pete Paul, amb qui té un fill. És molt amiga de l'actriu Piper Perabo, la seva coprotagonista a The Cave i Imagine Me & You.
És vegetariana i practica el ioga, que va descobrir treballant a l'Índia durant el rodatge de The Jungle Book.

## Filmografia principal

### Cinema
- 1992: El país de l'aigua (Waterland)
- 1992:	Clothes in the Wardrobe
- 1993: El que queda del dia (The Remains of the Day)
- 1994: El llibre de la selva: L'aventura continua (The Jungle Book)
- 1995: Loved Up
- 1995:	The Grotesque
- 1997: El rostre (Face)
- 1997:	Mrs Dalloway
- 1998: The Man with Rain in His Shoes
- 1999: Inside-Out (curtmetratge)
- 1999:	Onegin
- 2000: Ropewalk
- 2000: Gossip
- 2000: Aberdeen
- 2001: Round About Five (curtmetratge)
- 2001: Anazapta
- 2001: The Parole Officer
- 2002: Possession
- 2002: The Gathering Storm
- 2002: Ripley's Game
- 2003: Els actors (The Actors)
- 2003: No Verbal Response (curtmetratge)
- 2005: Imagina't tu i jo (Imagine Me & You)
- 2005: La cova maleïda (The Cave)
- 2005: El secret dels germans Grimm (The Brothers Grimm)
- 2007: 300
- 2007: The Contractor
- 2007: St. Trinian's
- 2008: The Brøken
- 2008: Der rote Baron
- 2009: Laid to Rest
- 2009: Tell-Tale

### Televisió
- 1993: Century
- 1993: Screen Two (1 episodi)
- 1993: Spender (2 episodis)
- 1993: Soldier Soldier (3 episodis)
- 1994: Fair Game
- 1994: MacGyver: Trail to Doomsday (telefilm)
- 1995: Devil's Advocate
- 1995: Band of Gold
- 1996: Ballykissangel (1 episodi)
- 1997: Kavanagh QC (1 episodi)
- 1997: The Hunger (1 episodi)
- 1998: Merlin (telefilm)
- 2004: The Long Firm (1 episodi)
- 2006: Ultra 	Penny/Ultra
- 2008-2009: Terminator: The Sarah Connor Chronicles
- 2009: The Super Hero Squad Show (1 episodi)
- 2011: Game of Thrones (interpretant Cersei)